# Pelagio Luna
Pelagio Baltasar Luna (6 de enero de 1867 - 25 de junio de 1919) fue un político argentino perteneciente a la Unión Cívica Radical, vicepresidente de la Nación desde el 12 de octubre de 1916 hasta su muerte el 25 de junio de 1919.
Hijo del fundador de la Unión Cívica Radical en Provincia de La Rioja formó parte de la Convención Nacional de noviembre de 1892.
En las elecciones presidenciales de Argentina de 1916, primeras efectuadas tras la reforma electoral de Roque Sáenz Peña (Ley Sáenz Peña) fue elegido vicepresidente de la Nación acompañando a Hipólito Yrigoyen con 372.810 votos, superando a las fórmulas del Partido Conservador (Ángel Rojas - Juan Eugenio Serú, 154.549 votos),  del Partido Demócrata Progresista (Lisandro de la Torre - Alejandro Carbó, 140.443 votos) y del Partido Socialista (Juan B. Justo-Nicolás Repetto, 56.107 votos).

## Biografía
Pelagio Baltasar Luna nació en La Rioja, el 6 de enero de 1867. Sus primeros estudios los efectuó en la "Escuela de la Patria", y luego en el Colegio Nacional de esa ciudad, pasando después a Buenos Aires, donde se recibió de doctor en Jurisprudencia el 24 de mayo de 1889, siendo compañero de curso de Lisandro de la Torre, Felipe Arana y Emilio Gouchón.
Participó activamente como revolucionario en la Revolución del Parque en julio de 1890, fue una insurrección cívico-militar producida en la Argentina el 26 de julio de 1890 dirigida por la recién formada Unión Cívica, con el objetivo de llevar a cabo un golpe de Estado contra el gobierno constitucional de Juárez Celman.
En 1916 compartió fórmula con el candidato a presidente Hipólito Yrigoyen. La fórmula Yrigoyen-Luna fue elegida para el período 1916-1922, pero el vicepresidente Luna murió en 1919. Durante su gestión como presidente del Senado se creó la Biblioteca del Congreso Nacional de la que fue su primer presidente.Se conserva en los archivos de la Fraternidad de San Roque de Montpellier de la Ciudad de Buenos Aires, de dicha Orden, el acta que da cuenta de su fallecimiento como miembro de la Orden.
El historiador Félix Luna era sobrino suyo.